# مرغ باران گالاپاگوس
مرغ باران گالاپاگوس (نام علمی: Pterodroma phaeopygia) نام یک گونه از تیره کبوتردریاییان است که پرهایش خاکستری مایل به قهوه‌ای و زیر بدنش سفید و منقارش سیاه است.
فرهنگستان زبان فارسی نام توصیفی مرغ توفان بزرگ‌بال گالاپاگوسی  را برای این پرنده قید کرده‌است.